# Thompsonia cubensis
Thompsonia cubensis is een krabbezakjessoort uit de familie van de Thompsoniidae. De wetenschappelijke naam van de soort is voor het eerst geldig gepubliceerd in 1956 door Reinhard & Stewart.